# Reiko Peter
Pour les articles homonymes, voir Peter.
Reiko Peter, né le 31 mars 1989 à Lucerne, est un joueur professionnel de squash représentant la Suisse. Il atteint le 56e rang mondial en janvier 2016, son meilleur classement. 
Il prend sa retraite en juin 2019.

## Biographie
Son père l'emmène jouer au squash pour la première fois à l'âge de 13 ans et il joint le PSA World Tour en 2006. Il lui faudra huit ans pour atteindre sa première finale PSA perdue face à Jan Koukal.
Il est finaliste des championnats de Suisse sans interruption de 2010 à 2016 face à Nicolas Müller.

## Palmarès

### Finales
- Championnats de Suisse : 7 finales (2010-2016)